# جورج وليامز (سياسي)
جورج وليامز (بالإنجليزية: George Williams)‏ هو سياسي أمريكي، ولد في 24 سبتمبر 1869. انتخب عضو مجلس ولاية ميشيغان.